# Dacus siamensis
Dacus siamensis är en tvåvingeart som beskrevs av Drew och Albany Hancock 1998. Dacus siamensis ingår i släktet Dacus och familjen borrflugor. Inga underarter finns listade i Catalogue of Life.